# Divadlo Waterloo
Divadlo Waterloo byl dramatický soubor, který vznikl v roce 1968 v Ostravě.

## Historie

### 1968
Čtyři bývalí členové někdejšího divadélka Okap – Petr Podhrázký, Edvard Schiffauer, Petr Ullmann a Ivan Binar – plánovali založení nového divadelního spolku. Avšak než se k tomuto kroku odhodlali, předběhl je Tomáš Sláma. Divadlo bylo založeno pod záštitou Městské rady Svazu klubů mládeže a hrálo v ostravském Divadle hudby.
Dvě ústřední osobnosti divadélka Okap se začátků divadla Waterloo neúčastnily. Luděk Nekuda si tou dobou odbýval vojenskou službu a hostoval v pražském Semaforu. Až posléze byl členy souboru povolán, aby se ujal jeho vedení. Pavel Veselý byl také na vojně, ale k souboru se vrátil až později, v době, kdy již byl zformován a změněn a Pavel Veselý se vzdal snahy zasahovat do jeho činnosti.

#### Otevření divadla
Slavnostní otevření nového divadla se uskutečnilo 8. října 1968 hrou Tomáše Slámy Čaj o páté přes deváté. Hru sám režíroval a zapojil do ní všechny nové členy.
Soubor již od svého počátku usiloval o plnou profesionalizaci. Byť se to plně nepovedlo, ovlivňovalo to dramaturgii a přinášelo technické či organizační problémy. Aby bylo možné obsadit programem všechny vyhrazené dny (úterky a pátky), které soubor v divadle měl k dispozici, začalo uskupení produkovat nejrůznější jednorázové pořady. Byly jimi text-appealy, autorské večery či večery poezie s hudbou, recitály apod. Na tato představení byli zváni i hosté, například Eva Olmerová, Hana Hegerová, Miroslav Horníček, Eduard Pergner nebo Karel Kryl.
Na podzim 1968 mělo premiéru i další představení, a sice Bouda aneb Cesta světla.

### 1969
V lednu 1969 měla premiéru hra Pamflety a v březnu Herkules a ptáci. Dne 1. dubna 1969 se uskutečnilo první představení hry Syn pluku, kterou Petr Podhrázký a Josef Frais napsali jako parafrázi (s posunem vyznění) na dílo sovětského spisovatele Valentina Katajeva vyprávějící příběh malého bezprizorního chlapce, kterého se během bojů druhé světové války ujal oddíl průzkumníků a navlékli ho do vojenské uniformy, čímž se splnil chlapcův sen. Podhrázký s Fraisem spolu napsali dvě první jednání. Pak Podhrázký odletěl do mongolského Ulánbátaru pomáhat při stavbě nemocnice a rozepsanou hru tam dotvořil. Po návratu byl dopsán závěr hry, který už byl vytvářen pod vlivem srpnových událostí.
Na počátku nové sezóny, na podzim 1969, vystřídal Tomáše Slámu ve funkci uměleckého ředitele Luděk Nekuda, správním ředitelem se stal Boris Dušek a vedoucím programového klubu Petr Ullmann. Při zasedání Městské rady Svazu klubů mládeže se rozhodlo, že divadlo bude plně profesionální a přejmenuje se na Divadelní klub Waterloo. Prvním představením nového divadla se dne 25. listopadu 1969 stalo text-appealové představení Luďka Nekudy nazvané Wat Show 69.
Hned o týden později - 2. prosince 1969 - měla premiéru muzikálová parodie na špionážní filmy, která se jmenovala Agent 3,14159. Na konci roku - 30. prosince 1969 - se prvního uvedení dočkala Nekudova hra Vražda u sloupu, která se však nesetkala s větším zájmem publika.

### 1970
Dalšími představeními divadla byly:
- Znamení doby (pořad, v němž Karel Kryl zpíval a Josef Frais četl své povídky)
- Pochodeň (večery na památku Jana Palacha a Jana Zajíce)
- 2 piana (komponovaný večer se dvěma piany na jevišti)
- Skiffle - Frais je když... (povídky a básně čtené svým autorem, Josefem Fraisem a doprovázené Sifflovou skupinou)
- Browning show (autorský večer Luďka Nekudy)
- Tomáš a Tingl Tangl (kabaretní revue Tomáše Slámy a Josefa Fraise parafrázující hru divadla Semafor Jonáš a tingltangl)

#### Zavření divadla
Dne 31. března 1970 se zřizovatel rozhodl ukončit činnost Divadelního klubu Waterloo pro údajné neplnění původního záměru, neplnění ideového zaměření a neúměrné finanční požadavky.

#### Soudní proces
Ivan Binar a Petr Podhrázký byli tou dobou redaktory časopisu Tramp, který byl určen milovníkům přírody a volnosti. Ve dnech 10. a 11. října 1970 se konala na statku Petra Podhrázkého v Leskovci nad Moravicí redakční rada tohoto časopisu, která byla tentokrát rozšířená o různé hosty, především z řad Divadelního klubu Waterloo. Pozvánka na sraz parodovala vojenský povolávací rozkaz. Sešlo se tehdy zhruba šedesát lidí. Účastníci si z nostalgie zazpívali i několik písniček ze Syna pluku. Nasazený udavač, jenž byl také mezi přítomnými, to hned nahlásil a zprvu nevinná zábava se stala záminkou k zásahu úřadů a k vyšetřování celé činnosti divadla Veřejnou bezpečností.
V soudním procesu, který byl prvním velkým politicko-kulturním procesem během normalizace, byli čtyři členové divadla (Petr Podhrázký, Ivan Binar, Petr Ullmann a Edvard Schiffauer) odsouzeni k nepodmíněným trestům v době trvání od devíti měsíců do dvou let. A další čtyři členové souboru dostali podmínečné odsouzení. Odsouzení podle obžaloby dostali trest za napsání a provádění hry Syn pluku, která (podle rozsudku Krajského soudu v Ostravě z června 1972 „hrubým způsobem urážela spřátelenou socialistickou zemi a její bratrskou pomoc v srpnu roku 1968“. Soudní stíhání pomohlo také Státní bezpečnosti, která výměnou za beztrestnost získala ke spolupráci Luďka Nekudu, později Tomáše Slámu a rovněž i jednoho z odsouzených.

## Představení

### Čaj o páté přes deváté
Dílo Tomáše Slámy, který ji i režíroval a zapojil do ní též všechny nové členy souboru. Podtitul představení zněl Literární hudební večírek přátel spolku Zdobničan u příležitosti jmenin slečny Dolly.
- Napsal: Tomáš Sláma
- Režie: Tomáš Sláma

Premiéra: 8. října 1968

### Bouda aneb Cesta světla
Montáž autentických dokumentů, článků z novin či citátů klasiků marxismu-leninismu, světových prozaiků a rozhlasových záznamů, které v celku působily groteskně až absurdně.
- Připravil: M. Sýkora (je i autorem textů písní) a J. Nogol
- Hudební doprovod: Skifflova skupina
- Hráli: Tomáš Sláma, T. Jirousek, Jaroslav Kremla a M. Sýkora

Premiéra: 26. listopadu 1968

### Pamflety
Pořad satirických veršů tvořily vybrané pasáže z knihy Radovana Krátkého nazvané Pamflety, která obsahuje starou francouzskou poezii.
- Scénická hudba a písně: Edvard Schiffauer
- Hudební doprovod: Ars Waterloo Recidiva
- Zpěv: J Balouchová
- Režie: Petr Podhrázký
- Hrál: M. Sýkora

Premiéra: 14. ledna 1969

### Herkules a ptáci
Celovečerní hra Luďka Nekudy na motivy antické Aristofanovy komedie Ptáci. Kritika u představení ocenila režii i herecké výkony.
- Napsal: Luděk Nekuda
- Režie: Petr Paprstein
- Hráli: Petr Paprstein a Jaroslav Kremla

Premiéra: kone března 1969

### Syn pluku
Dílo na motivy knihy sovětského spisovatele Valentina Katajeva.

#### Zahájení představení
Vstupenky na představení měly formu propustky k pohybu v operačním prostoru I. nepřemožitelné gardové baterie n-tého dělostřeleckého pluku. Při vstupu do budovy divadla museli diváci vstupenky odevzdat ozbrojeným mužům v prapodivných uniformách a s rudými hvězdami na čepicích. Za ně dostali „propusk“ do operačního prostoru n-tého dělostřeleckého pluku, kterým se museli prokázat dalšímu ozbrojenci před vstupem do vlastního sálu divadla v prvním patře budovy.
Uprostřed foyeru byla hromada odpadků ze smetiště, které byly pečlivě vybrány, aby nesmrděly, a uprostřed ní sloup se směrovkami a názvy evropských a sovětských měst či vesnic psaných azbukou. Mezi diváky se proplétali ozbrojenci s červenými hvězdami na čepicích a naháněli jim hrůzu. Diváci však ve foyer popíjeli víno a těšili se na začátek představení.
Pak byli pažbami a bajonety vehnáni do sálu a brutálně usazeni do pohodlných křesel. Dívčí hlas přečetl prolog k prvnímu jednání a za zády diváků se ozvala píseň svobodníka Biděnka, který se za jejího zpěvu mezi nimi plížil na lesní paseku na jevišti.
- Napsali: Petr Podhrázký a Josef Frais
- Hudba: Edvard Schiffauer
- Režie: Petr Ullmann
- Hráli: J. Valečková, Radka Dulíková, Boris Dušek, Tomáš Sláma, Petr Podhrázký, Jaroslav Skýba, Josef Frais, Ivan Binar, Zuzana Majvaldová a Jiřina Balouchová

Premiéra: 1. dubna 1969

### Wat Show 69
Text-appeal připravený Luďkem Nekudou.
- Napsal: Luděk Nekuda
- Hráli a zpívali: Jiřina Balouchová, Ivan Binar, Boris Dušek, Josef Frais, Iva Jurdinová, Jaroslav Kremla, Jiří Kuchař, Hana Lelitová, Luděk Nekuda, Zuzana Dušková-Majvaldová, Petr Podhrázký, Jaroslav Skýba, Henryk Sumera a Pavel Veselý

Premiéra: 25. listopadu 1969

### Agent 3,14159
Parodie na špionážní filmy a jejich nezranitelné hrdiny. Autoři se inspirovali především filmem Quillerovo memorandum. Hlavním hrdinou byl agent Quillel (tedy „Kvílel“), který si veškerou elektroniku potřebnou pro své akce tahal v dřevěné kachničce, jež za sebou vodil přivázanou na provázku. Jednalo se o česko-slovenský gang zabývající se pašováním lipového květu ze Slovenska na Moravu.
- Napsal: Josef Frais a Petr Podhrázký
- Hudba: Edvard Schiffauer (doprovázející Orchestr Waterloo řídil Richard Kroczek)
- Světla: O. Bayer
- Zvuk: J. Špaček
- Technika: Petr Podhrázký
- Výprava: P. Barič, j. h.
- Aranžmá písní: Richard Kroczek a V. Figar
- Režie: Petr Ullmann
- Hráli: Jiří Kuchař, Radka Dulíková, Zuzana Dušková-Majvaldová, Ivan Binar, J. Dušek, Josef Frais, Jaroslav Kremla, Jaroslav Skýba, Henryk Sumera a Petr Podhrázký

Premiéra: 2. prosince 1969

### Vražda u sloupu
Hra se však nesetkala s větší odezvou u publika.
- Napsal: Luděk Nekuda
- Hráli: Hana Lelitová, Jarmila Juklová, Tomáš Sláma, Josef Frais, Petr Podhrázký, Jaroslav Kremla a Henryk Sumera

Premiéra: 30. prosince 1969